# Štadión pod Dubňom
Das Štadión pod Dubňom (deutsch Stadion unterhalb des Dubeň, auch bekannt als Štadión MŠK Žilina) ist ein Fußballstadion in der nordslowakischen Stadt Žilina. Es ist die Heimat des Fußballvereins MŠK Žilina. Der Namensgeber ist der Berg Dubeň (613 m n.m.) nördlich der Stadt.

## Geschichte
Das Stadion liegt etwa 1 km nördlich vom Stadtzentrum entfernt zwischen dem Bahnhof Žilina und dem Fluss Waag. Das Spielfeld wurde seit der Gründung des Fußballvereins MŠK Žilina im Jahr 1909 benutzt und 1941 von über 250 jüdischen Zwangsarbeitern zu einer Sportarena umgebaut, Lagerkommandeur war der Clubpräsident Vojtech Zavodský. Bis Mitte 1943 wurden 74.211 Arbeitsstunden von der Hlinka-Garde in Rechnung gestellt.
Im Spiel Slowakei gegen Dynamo Moskau (1:1) im Jahr 1953 wurde der Zuschauerrekord von 25.000 Besuchern erzielt. Die Kapazität heute beträgt 11.253 überdachte Sitzplätze (inklusive 1.384 VIP-Plätze, 40 behindertengerechten Plätze und 186 Presse-Plätze sowie 147 Logen-Plätze). Die Flutlichtanlage leistet bis zu 1.400 Lux. Das Stadion ist in die UEFA-Stadionkategorie 4 eingestuft und gilt als eines der modernsten Stadien der Slowakei.
Die ersten Umbauarbeiten erfolgten im Jahr 2002, als der MŠK Žilina slowakischer Meister wurde;  wurde eine Flutlichtanlage mit vier Masten installiert, die jeweils in den Ecken des Stadions stehen. 2006 begannen die umfangreichen Bauarbeiten an den Zuschauerrängen, dabei wurde auch eine Rasenheizung installiert; nach dem Abschluss der Umbauarbeiten im September 2009 besteht noch eine Erweiterungsmöglichkeit auf 15.000 Sitzplätze. Das Portal Sport7.sk hat die Anlage im Mai 2011 zum schönsten Stadion der Slowakei gekürt.
Der MŠK Žilina qualifizierte sich zum ersten Mal 2010 für die Gruppenphase der UEFA Champions League und damit fanden erstmals die Spiele des höchsten europäischen Wettbewerbs im Štadión pod Dubňom statt.

## Tribünen
- Západná tribúna: West, 3.062 Sitzplätze[2]
- Severná tribúna: Nord, 2.348 Sitzplätze
- Východná tribúna: Ost, 3.581 Sitzplätze
- Južná tribúna: Süd, 2.262 Sitzplätze
- Insgesamt: 11.253 Sitzplätze